# Mięsień dźwigacz jądra

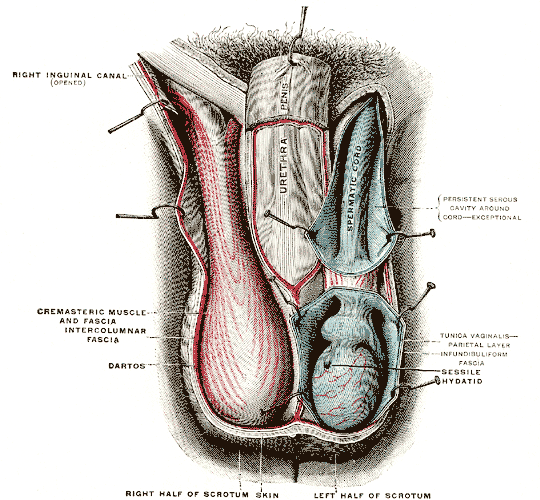
Rycina przedstawiająca warstwy moszny; zaznaczono mięsień dźwigacz jądra.

Mięsień dźwigacz jądra (łac. musculus cremaster) – w anatomii człowieka mięsień występujący u mężczyzn. Składa się z włókien mięśniowych odchodzących od dolnych brzegów mięśni skośnego wewnętrznego brzucha i poprzecznego brzucha. Włókna te w dwóch pasmach dochodzą do powrózka nasiennego – grubsze pasmo do jego bocznej strony, a słabsze do strony przyśrodkowej. Oba pasma przechodzą następnie przez pierścień powierzchowny kanału pachwinowego, kończąc się na powięzi nasiennej wewnętrznej. Unerwiony jest przez nerw płciowo-udowy (L1–2). Jego zadaniem jest podciąganie jąder w kierunku jamy brzusznej. U kobiet homologiczne włókna mięśniowe kierują się do więzadła obłego macicy.